# Rouvres-la-Chétive
Rouvres-la-Chétive település Franciaországban, Vosges megyében. Lakosainak száma 459 fő (2022. január 1.). Rouvres-la-Chétive Certilleux, Châtenois, Darney-aux-Chênes, Landaville, Ollainville, Tilleux, Vouxey és Neufchâteau községekkel határos.

## Népesség
A település népessége az elmúlt években az alábbi módon változott:
| Lakosok száma | 450  | 455  | 464  | 450  | 448  | 447  | 452  | 452  | 459  |
|               | 2013 | 2015 | 2016 | 2017 | 2018 | 2019 | 2020 | 2021 | 2022 |